# Camudi
Camudi (Khamudi) (? - 1553 a.C.) foi um faraó egípcio do final da XV dinastia egípcia, pertencente à Casa de Hicsa, e encontra-se envolto em alguma celeuma, dado que aparece unicamente documentado em um fragmento do Obelisco de Tânis, encontrado na cidade egípcia de Tânis, dai o seu nome. Segundo muitos egiptólogos, foi deste nome (Aasehre) que surgiram as formas manetonianas de Jamudy, Seti e de Arkles.